# أوليفر بي سميث
أوليفر بي سميث (بالإنجليزية: Oliver P. Smith) هو ضابط أمريكي، ولد في 26 أكتوبر 1893 في مينارد في الولايات المتحدة، وتوفي في 25 ديسمبر 1977 في لوس ألتوس في الولايات المتحدة.

## وصلات خارجية
- أوليفر بي سميث على موقع الموسوعة البريطانية (الإنجليزية)